# アレクサンドラ・ニコラエヴナ
アレクサンドラ・ニコラエヴナ （ロシア語: Александра Николаевна, ラテン文字転写: Alexandra Nikolaevna, 1825年6月24日 - 1844年8月10日）は、ロシア大公女。ヘッセン＝カッセル方伯子フリードリヒ・ヴィルヘルム・フォン・ヘッセン＝カッセル（フリードリヒ2世の曾孫。デンマーク王妃ルイーゼ・フォン・ヘッセン＝カッセルの弟）の最初の妃。

## 生涯
ロシア皇帝ニコライ1世と皇后アレクサンドラの三女（第4子）として、サンクトペテルブルクで生まれた。家族からはアディニ（Adini）と呼ばれ、父に一番可愛がられた（他の兄弟はドイツ人の母親似で、彼女は父親似と言われていた）。姉のオリガによれば、利発で可愛らしい少女で、宮廷でも目立っていたという。
姉オリガの花婿候補としてサンクトペテルブルクを訪れたフリードリヒと出会い、1844年1月28日、結婚。しかし結婚後すぐに肺病にかかり、妊娠もしていたため、サンクトペテルブルクからヘッセンへ行くことができなくなった。アレクサンドラは、同年8月にヴィルヘルムと名付けられた男児（夭折）を生むが、回復することなく没した。両親は、亡くなるまでアレクサンドラの若死を憂い続けた。アレクサンドラは赤子を抱いたまま一つの棺に納められ、埋葬された。
フリードリヒ・ヴィルヘルムは、10年後に2度目の妃マリア・アンナ・フォン・プロイセン（皇后アレクサンドラ・フョードロヴナの姪）と再婚。6子をもうけ、本流の絶えたヘッセン＝カッセル家家長となった。